# Luigi Salerno
Luigi Salerno (Roma, 3 settembre 1924 – 22 luglio 1992) è stato uno storico dell'arte italiano. È specialmente noto come studioso del barocco italiano con particolare attenzione a Salvator Rosa,  Giovanni Lanfranco, Guercino e Caravaggio. 

## Biografia
Nacque da Aldo Salerno e da Maria Santangelo, nipote dello storico dell'arte Antonino Santangelo. Fu allievo di Lionello Venturi all'Università di Roma, "La Sapienza" dove si laureò nel 1946 con una tesi sui Macchiaioli. Grazie ad una borsa di studio risiedette a Londra nel 1948-1949, presso il Warburg Institute. Sul journal dell'istituto  del 1951 ebbe modo di pubblicare uno studio sui legami tra l'arte inglese e quella italiana nel 1600-1700, molto apprezzato da Rudolf Wittkower. A Londra iniziò una prolifica relazione con Denis Mahon. 
Tornato a Roma continuo la sua collaborazione con la direzione Antichità e belle arti del ministero della pubblica istruzione e nel 1953 e sposò Elda Campana. 
Curò l'edizione delle Osservazioni sulla Pittura di Giulio Mancini, promossa nel 1956 dall'Accademia Nazionale dei Lincei, e la pubblicazione dell'inventario della collezione di Vincenzo Giustiniani. Nel 1959 pubblicò Altari barocchi, uno studio sui manufatti romani.
Nel 1958 era stato promosso direttore per i monumenti del Lazio e l'anno successivo divenne professore all'Università di Roma.
All'inizio degli anni '60, in collaborazione con Mahon, autenticò due dipinti di Caravaggio posseduti da musei americani: Marta e Maria Maddalena del Detroit Institute of Arts  e La crocifissione di Sant'Andrea del Cleveland Museum of Art.
Nell'autunno del 1965 Luigi Salerno insegnò visitor professor alla Penn State University negli Stati Uniti. Nel 1967 fu nominato direttore della Calcografia nazionale ma nel 1973 preferì la soprintendenza de l'Aquila che però abbandonò presto per dedicarsi ai soli studi. Successivamente pubblicò L'opera completa di Salvator Rosa nel 1975, I dipinti del Guercino nel 1988 e i tre volumi de I pittori di vedute in Italia nel 1991. Nel frattempo curò il catalogo della mostra The Age of Caravaggio al Metropolitan Museum (1985). Pubblicò anche una serie di testi sugli spazi architettonici e urbani che culminarono nel 1975 con Via Giulia: una utopia urbanistica del 500 curato assieme a Luigi Spezzaferro e Manfredo Tafuri.
Morì nel 1992 lasciando un archivio di circa 3 500 fotografie. I suoi appunti di studio sono conservati al Getty Research Institute.